# Johann Siegmund von Osterhausen
Johann (Hans) Siegmund von Osterhausen (* 20. April 1613 in Gatterstädt; † 24. April 1679 in Naumburg (Saale)) war ein deutscher Dompropst des Hochstifts Naumburg, fürstlich-sächsischer Rat, Hofrichter am Hofgericht zu Jena, Inspektor der Landesschule Pforta, Gerichts- und Lehnsherr der Stadt Osterfeld sowie Besitzer der Rittergüter Gatterstädt und Wogau.

## Leben

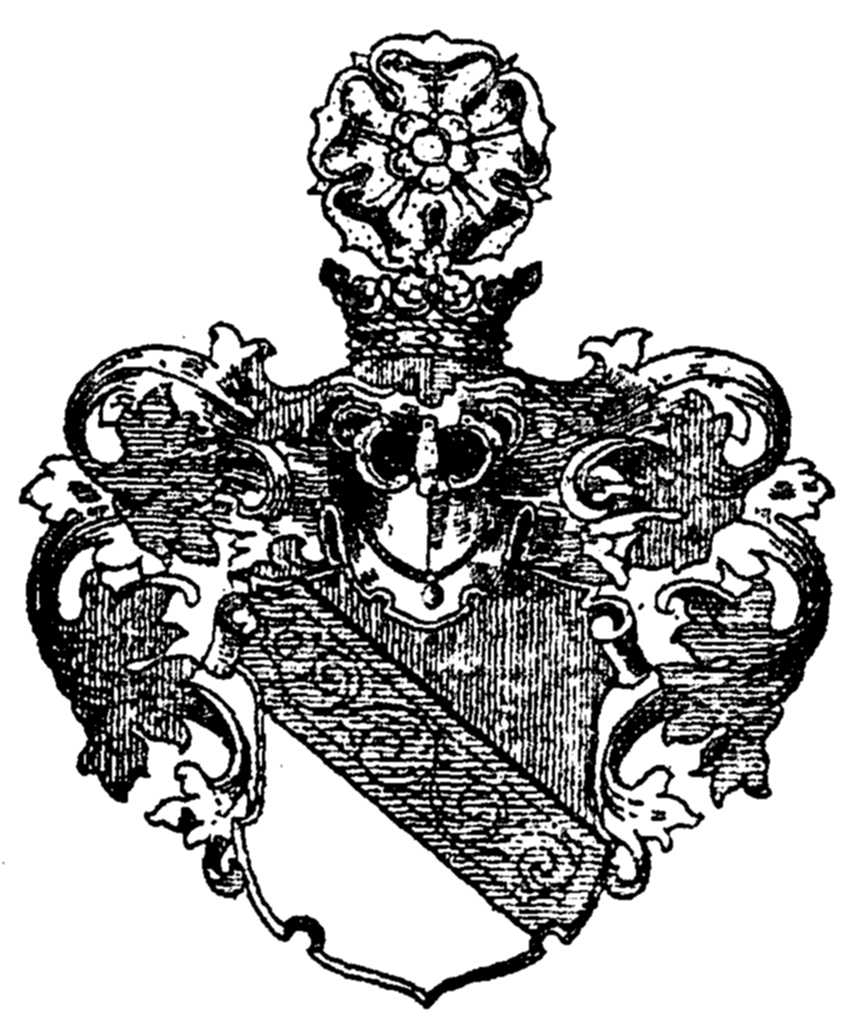
Familienwappen des Johann Siegmund von Osterhausen

Er stammte aus der thüringischen Adelsfamilie von Osterhausen und war der Sohn des Gatterstädter Rittergutsbesitzers Melchior von Osterhausen und der Sybilla geborene von Gleißenthal aus dem Hause Broda. Der 1603 verstorbene kursächsische Amtshauptmann und Rittmeister Hans Georg von Osterhausen auf Kreipitzsch, Rudelsburg, Gleina und Gatterstädt, Hauptmann der Ämter Weißenfels, Freyburg und Eckartsberga, war sein Großvater gewesen, der mit Catharina geborene Bose aus dem Hause Frankleben verheiratet war. Hans von Osterhausen auf Gatterstädt und dessen Ehefrau Barbara von Kayn aus dem Hause Zangenberg waren seine Urgroßeltern.
Da sein Vater starb, als Johann Siegmund von Osterhausen erst ein Jahr und 16 Wochen alt war, wuchs er als Halbwaise bis in sein 14. Lebensjahr bei der Mutter auf. Durch Rat und Vermittlung seiner beiden Vormünder und Vettern Johann Georg von Osterhausen auf Ober- und Niederlockwitz, Reinhardtsgrimma und Nickern, kursächsischer Hofmarschall, auch Oberkämmerer und Bergrat, und Georg Sebastian von Osterhausen auf Rudelsburg, Kreypitzsch und Gleina, Inspektor der Landesschule Pforta, besuchte er von Juli 1626 bis 1632 die Landesschule Pforta.
Im Juli 1632 immatrikulierte sich Hans Siegmund von Osterhausen an der Universität Jena, an der er drei Jahre studierte, darunter auch Rechtswissenschaften. Im Anschluss daran weilte er zwei Jahre zu Studienzwecken im Ausland, bevor er 1637 auf das Familiengut nach Gatterstädt bei Querfurt zurückkehrte.
Im Februar 1638 erhielt Hans Siegmund von Osterhausen eine Major-Präbende am Naumburger Dom , die mit erforderlicher dauerhafter Anwesenheit vor Ort verbunden war. Im gleichen Jahr erfolgte eine Berufung als Extra-Ordinär-Assessor an das Gesamt-Hofgericht in Jena durch die Herzöge von Sachsen-Altenburg und Sachsen–Weimar.
1647 erfolgte die Wahl von Hans Siegmund von Osterhausen zum Domdechanten in Naumburg und im gleichen Jahr wurde er Inspektor der Landesschule Pforta. Letztendlich wurde er 1651 zum Dompropst gewählt. Nachdem seine Berufung zum Ordinär-Assessor erfolgt war, wurde Hans Siegmund von Osterhausen im Jahre 1670 außerdem noch zum Hofrichter in Jena ernannt.
Die 1679 anlässlich seiner Beisetzung von Pfarrer Johann Wagner aus Osterfeld gehaltene Leichenpredigt erschien in Merseburg beim Hofbuchdrucker Caspar Forberger in Druck. Ihm zu Ehren wurde am 19. Juni 1679 im Dom zu Naumburg durch den Domprediger Magister Johann Zader eine weitere Leichenpredigt gehalten, die ebenfalls beim Hofbuchdrucker Caspar Forberger in Merseburg publiziert wurde.

## Familie
Hans Siegmund von Osterhausen war zweimal verheiratet. Im Jahre 1652 schloss er mit Maria Magdalena geborene von Bellin aus Münchenbernsdorf den Bund der Ehe. Diese Verbindung blieb jedoch kinderlos bis zu deren Tod 1673.
In zweiter Ehe war Hans Siegmund von Osterhausen seit 1675 mit Frödecke Elisabeth geborene von Zigeser aus Wörlitz verheiratet. Auch diese Ehe blieb ohne Nachkommen.
Durch seinen kinderlosen Tod fiel sein Lehnsbesitz an seine mitbelehnten Brüder bzw. Neffen.